# Ichneumon commodus
Ichneumon commodus là một loài tò vò trong họ Ichneumonidae.